# San Bartolo Cuitareo
San Bartolo Cuitareo är en ort i Mexiko.   Den ligger i kommunen Hidalgo och delstaten Michoacán de Ocampo, i den södra delen av landet, 160 km väster om huvudstaden Mexico City. San Bartolo Cuitareo ligger 2 158 meter över havet och antalet invånare är 4 989.
Terrängen runt San Bartolo Cuitareo är kuperad. Runt San Bartolo Cuitareo är det ganska tätbefolkat, med 90 invånare per kvadratkilometer. Närmaste större samhälle är Ciudad Hidalgo, 6,4 km nordost om San Bartolo Cuitareo. I omgivningarna runt San Bartolo Cuitareo växer huvudsakligen savannskog.